# Districtul Chakkarat
Chakkarat (în thailandeză จักราช) este un district (Amphoe) din provincia Nakhon Ratchasima, Thailanda, cu o populație de 66.615 locuitori și o suprafață de 501,7 km².

## Componență
Districtul este subdivizat în 8 subdistricte (tambon). Chakkarat itself has township (thesaban tambon) and covers part of the tambon Chakkarat.
| 1.  | Chakkarat     | จักราช    |  |
| 3.  | Thonglang     | ทองหลาง  |  |
| 4.  | Si Suk        | สีสุก      |  |
| 5.  | Nong Kham     | หนองขาม  |  |
| 7.  | Nong Phluang  | หนองพลวง |  |
| 10  | Si Lako       | ศรีละกอ   |  |
| 11. | Khlong Mueang | คลองเมือง |  |
| 12. | Hin Khon      | หินโคน    |  |